# Ganguro

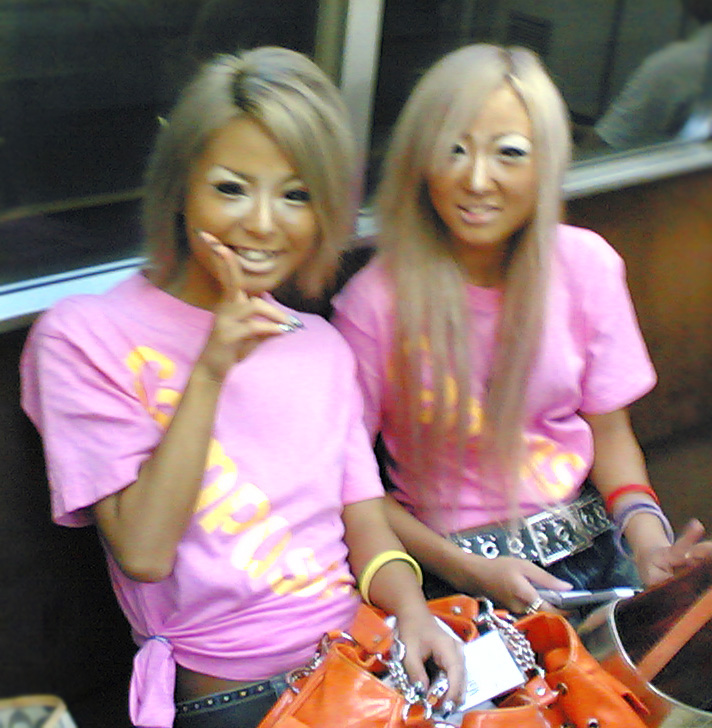
Twee ganguro in de metro

Ganguro (Japans: 顔黒, "zwart gezicht") is een Japanse modetrend waarin blond of zilver haar en een gebruinde huid centraal staan. Deze trend was bij jonge Japanse vrouwen rond het jaar 2000 het populairst, maar is nog altijd duidelijk aanwezig. Het centrum van de "ganguromode" in Tokio ligt in de speciale wijk Shibuya en in de wijk Ikebukuro (Toshima).

## Eigenschappen
Ganguro verscheen als nieuwe mode in Japan in het begin van de jaren 90 en gaat nog steeds door, vooral bij jonge vrouwen. In de ganguromode wordt een sterk gebruinde huid (neigend naar oranje door het gebruik van zelfbruiningscrèmes) gecombineerd met blond of wit gebleekt haar met een zilverachtige kleur die men "high bleach" noemt. Typisch voor de ganguromode is het gebruik van de kleur wit (concealer) als lippenstift en als oogschaduw. Plateauschoenen en kleurrijke kleding maken de "ganguro look" compleet, en vaak zijn sarongs met tie-dye patronen, minirokken, halskettingen en veel armbanden en ringen ook toegevoegd.

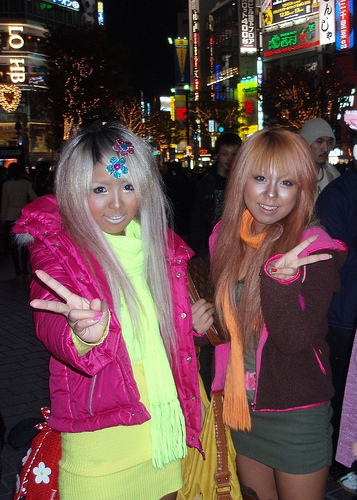

Ganguro is onderdeel van een grotere subcultuur die men "Gyaru" noemt (Van het Engels "Gal"), een slangwoord voor verschillende groepen jonge vrouwen, meestal meisjes die als uitermate kinderachtig of als opstandig waargenomen worden. Japanologen verklaren dat ganguro een soort wraak tegen de traditionele Japanse samenleving is, wegens de verwaarlozing, isolatie en dwang daarvan. Dit is zijn poging tot individualiteit, zelfexpressie en vrijheid, in openbare trotsering van schoolkledingvoorschriften. Modetijdschriften als Egg en Kawaii magazine hebben een directe invloed gehad op ganguromode. Andere populair gangurotijdschriften zijn Popteen en Ego System. De gangurosubcultuur is vaak met para para gekoppeld, een soort Japanse dansstijl. De meeste para para-dansers zijn echter geen ganguro en de meeste ganguro zijn geen para para-dansers, maar in ieder geval zijn er toch veel ganguro die graag met para para-dans meedoen.
Een beroemdheid tussen de eerste van de ganguro gals heette Buriteri, een bijnaam die betekent een soort sojasaus die in teriyakigerechten wordt gebruikt. Egg heeft van haar een ster gemaakt door het uitgeven van meerdere artikels die over haar ging tijdens de top van de gangurotrend. Na haar werk als model voor de Shibuyaanse zonnestudio "Blacky", besliste Buriteri uiteindelijk de gangurolevensstijl te verlaten wegens maatschappelijke dwang en negatieve pers.

## Yamanba en manba

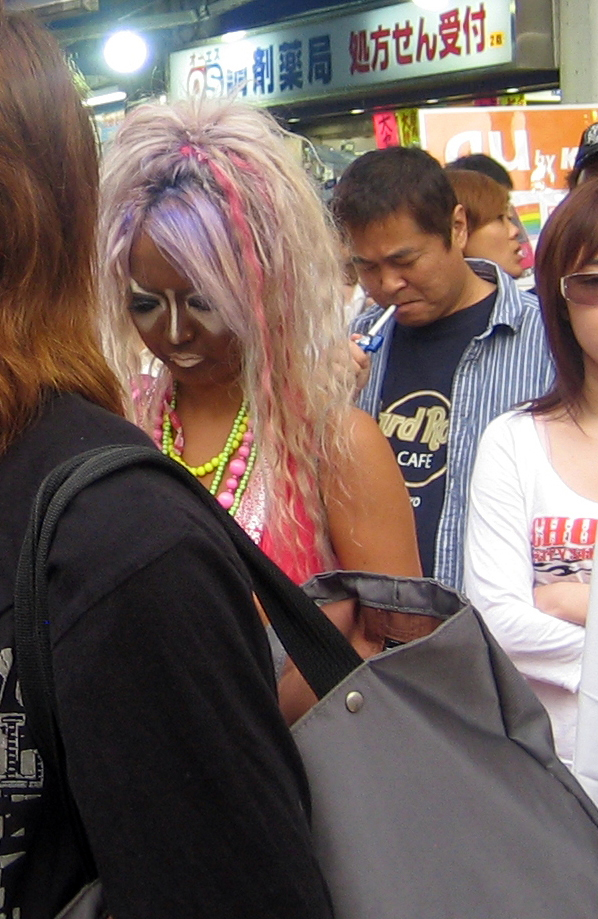
Manba

Yamanba (ヤマンバ) en manba (マンバ) zijn de termen voor de extreemste ganguro-modevolgers. "Old-school" yamanba en manba (bekenden vooral als 2004 Manba) gebruikten donker gebruinde huid, lichtgekleurd oogmake-up, kleine metalen of glitterig stickers onder de ogen, kleurrijke contactlenzen, neon gekleurde kleren en ongerijmde accessoires als Hawaïaanse leis. Na 2004 werden de gezichtsstickers onmodieus en voor een korte tijd was manba nergens te vinden. Yamanba ziet er nog extremer uit nu; ze dragen haar met meerdere kleuren, meestal synthetisch. In 2008 werden ze nog donkerder, maar zonder gezichtsstickers. Wollen dreadlocks en haarextensies zijn gebruikt om zijn haar een voller en langer uiterlijk te geven. Een mannelijk volger van de yamanba-mode wordt "Center guy" (センター街, Sentāgai) genoemd, een woordspeling op een winkelstraat dicht bij het Station Shibuya waarop yamanba en center guys vaak rondlopen.
Zie ook Yamauba.